# Nepalumpia
Nepalumpia (лат.) — род мельчайших жуков из семейства перокрылки (Ptiliidae). Непал.

## Описание
Жуки микроскопического размера. Длина тела около 1 мм (0,55 мм). От близких таксонов отличаются морфологией мезостернального выступа между средними тазиками и следующими признаками: формула мембранных щетинок заднего крыла 13+53+30, двузубчатым пигидиумом, усики 11-члениковые, плевральная область проторокса с дермальными железами, метастернальный выступ отсутствует, область между средними тазиками занята мезостернальным выступом. Тело вытянутое, овально-цилиндрическое; коричневого цвета.
Относится к трибе Nanosellini, включающей самых мелких жуков мировой фауны (Nanosella fungi и Scydosella musawasensis).